# جنیفر پیج
جنیفر پیج (انگلیسی: Jennifer Paige؛ زادهٔ ۳ سپتامبر ۱۹۷۳) یک موسیقی‌دان اهل ایالات متحده آمریکا است. وی از سال ۱۹۹۵ میلادی تاکنون مشغول فعالیت بوده‌است.